# Herb Rejowca
Herb Rejowca – jeden z symboli miasta Rejowiec i gminy Rejowiec w postaci herbu ustanowiony 20 maja 2019 r.

## Wygląd i symbolika
Herb przedstawia w polu czerwonym okszę srebrną z toporzyskiem złotym, ostrzem w prawo.
Czerwień symbolizuje odwagę, szlachetność oraz waleczność. Jest to wersja herbu Oksza, którym pieczętował się Mikołaj Rej – założyciel i właściciel miasta.